# ルネ・ラリック
ルネ・ラリック（René Lalique、 1860年4月6日 - 1945年5月1日）は、19世紀から20世紀のフランスのガラス工芸家、金細工師、宝飾デザイナー。アール・ヌーヴォー、アール・デコの両時代にわたって活躍した。

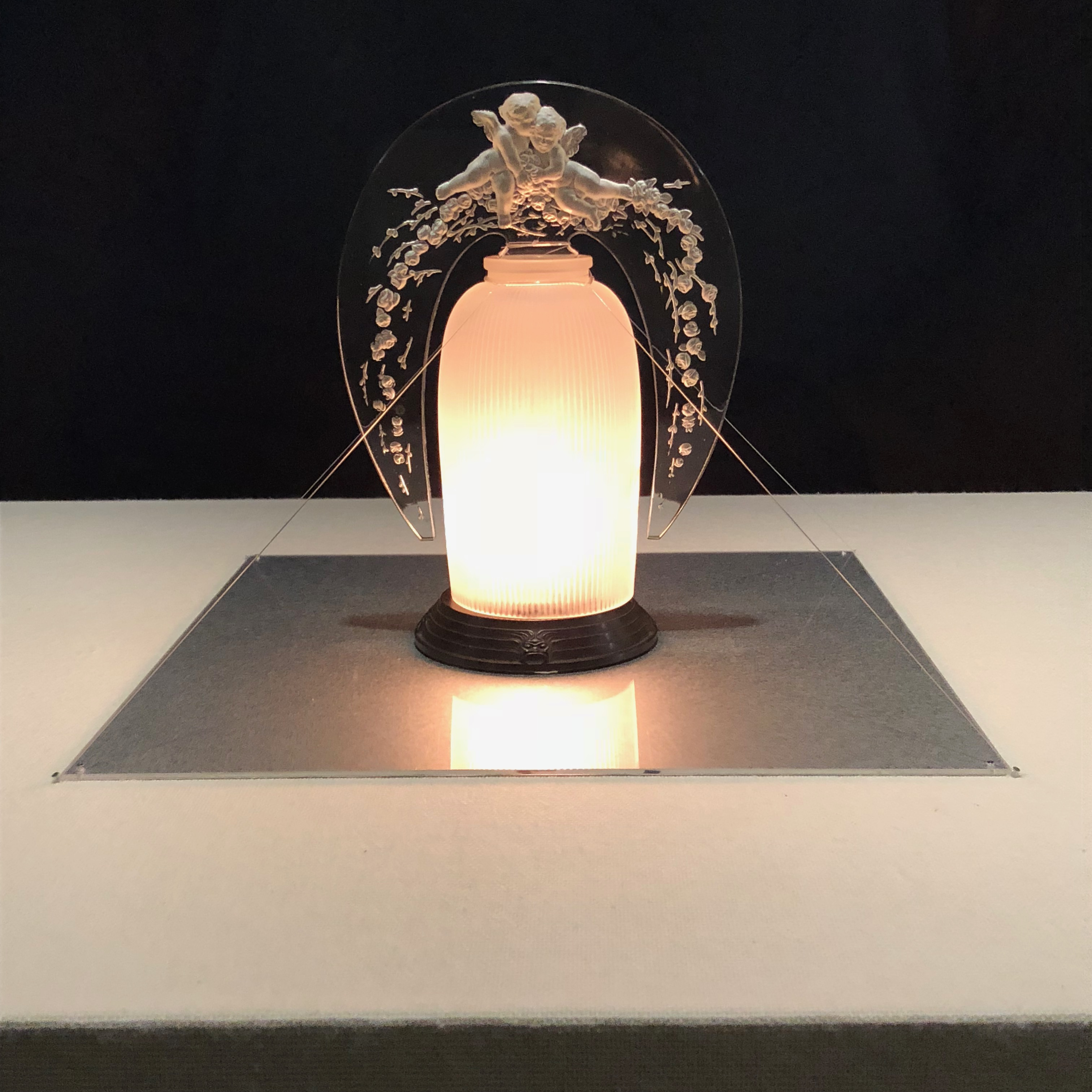
ルネ・ラリックの電気式常夜灯 パヒューム・ランプ

前半生はアール・ヌーヴォー様式の金細工師・宝飾デザイナーとして活躍し、その分野で名声を得ていた。金細工師・宝飾デザイナー時代から、ガラスをパーツに用いていたが、ガラス工場の経営者に転進するのは50歳を過ぎてからである。

## 生涯
ラリックはガラス・アート、香水ビン、花瓶、宝飾品、シャンデリア、時計などの工芸アート・デザイナーだった。
彼は1860年、フランス、シャンパーニュ地方マルヌ県アイ村に生まれ、パリで育った。
1876年、パリの装飾美術学校に入学し、宝飾工芸家で金細工師のルイ・オーコック(en)に師事し、金細工・装飾等の技術を習い、夜はパリの装飾美術学校で学んだ。その後1878年から1880年までイギリスに滞在し、サイデナム・カレッジ(en)で学んだ。
パリに帰ったラリックは、1882年頃からフリーランスの金細工師・宝飾デザイナーおよびグラフィック・アーティストとして活動しはじめ、1885年にはパリのヴァンドーム広場にアトリエを構えるまでになった。この頃のラリックは、おもに女性向けの高級アクセサリーをデザインしていた。カルティエなどの著名な宝飾店にも作品を提供し、当時の高名な女優サラ・ベルナールも顧客であった。
1897年、レジオンドヌール勲章を受章した。1900年のパリ万国博覧会では宝飾作品が大きな注目を集め名声を得た。
ラリックは1892年頃から宝飾品の素材の一部にガラスを取り入れていたが、本格的にガラス工芸の道へと進んだのは、ファッションの流行がボリュームのあるふくよかな服装からシンプルなラインを強調するスタイルに移ったため、派手な装飾がある宝飾品が売れなくなったからといわれる。実際に1905年頃を境にしてラリックのジュエリーは人気凋落が著しく、評論家たちは手のひらを返したようにラリック作品に「陳腐」「悪趣味」といった悪評を浴びせかけた。
1908年、ラリックはコティの注文により、香水瓶とラベルのデザインをした。優美なデザインの瓶に香水を詰めて販売するというのは、当時においては斬新な試みであった。同じ1908年、ラリックはパリ東方のコン＝ラ＝ヴィルにあったガラス工場を借り（のちに購入）、本格的にガラス工芸品の生産を始めた。1912年に宝飾品の展示会を開いた後、ガラス工芸品の製造に専念するようになった。香水瓶、花瓶、置時計、テーブルウェア、アクセサリーなどを手がけ、1920年代頃からはガラスの分野で再び人気作家の地位を取り戻した。
1918年にはアルザス地方のヴァンジャン＝シュル＝モデールに新たな工場の建設を始め、1922年（1921年とも）年に完成した。これが、21世紀の今日まで続くラリック社の起源である。1925年のパリにおける現代装飾美術・産業美術展では、ラリックのために1つのパビリオンが与えられた。時流に沿って幾何学的構成の文様や器形を採用するようになり、アール・デコ様式の流行の一翼を担ったとされる。 
1920年代から1930年代のラリックは、「パリ号」(fr)、「イル=ド=フランス号」など大西洋横断航路の豪華客船やオリエント急行の客車などのインテリア（ダイニングルームなどのガラス天井、装飾パネル）を担当した。また、レストラン、ホテル、邸宅などの装飾、ステンドグラス、噴水など、さまざまな分野に活躍の場を広げた。シボレーやジャガー、ロールス・ロイスなどのカーマスコット（自動車のボンネット先端に付けた装飾）作品も多数ある。
日本との関係では、1932年に旧皇族朝香宮邸（現・東京都庭園美術館）のガラスの扉やシャンデリアなどの製作を受注している。1945年に亡くなるまでラリックは数多くの作品を発表したが、晩年はリューマチが悪化してデッサンが描けなくなった。20年代から娘のスザンヌ(fr)がデザインを手がけたものもラリックの名前で発表されたので作風に相当な幅が見られる。事業は息子のマルクが継ぎ、近年までラリックの孫娘であるマリー＝クロードが経営とアートディレクションをになっていたが、マリーは1994年にラリック社の株を売却。血縁者による経営は終わりを告げた。ラリック社は現在、化粧品や香水の容器を製作するポシェ社の傘下に入っている。また、日本法人のラリック株式会社は、2005年7月31日付けで会社を清算している。
- ガラス作品および技法

ラリックのガラス工芸品には、動物、女性像、花などアール・ヌーヴォー時代に好まれたモチーフが多く見られる。素材としては乳白色で半透明のオパルセント・グラス(en)を好んで用いた。これは、光の当たり方によって色合いが微妙に変化するものである。1920年代中頃からは色ガラスの作品も増えるが、色ガラスを使う場合も単色で用いることが多かった。技法的には、鋳鉄製の型を使った「型吹き成形」および「プレス成形」によるものが多い。
- 「型吹き成形」：鉄製の凹型に溶けたガラスを空気圧で押し込むもの
- 「プレス成形」：凹型と凸型を用い、凹型に流し込んだガラスを凸型で押さえるもの

これらの工程は機械化され、大量生産に対応していた。

## 家族

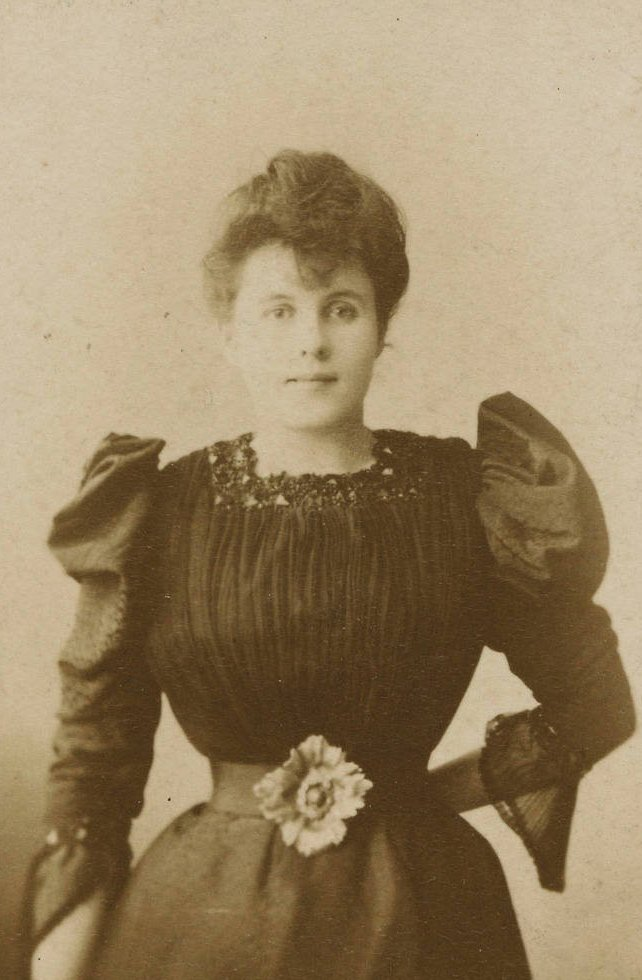
後妻のアリス

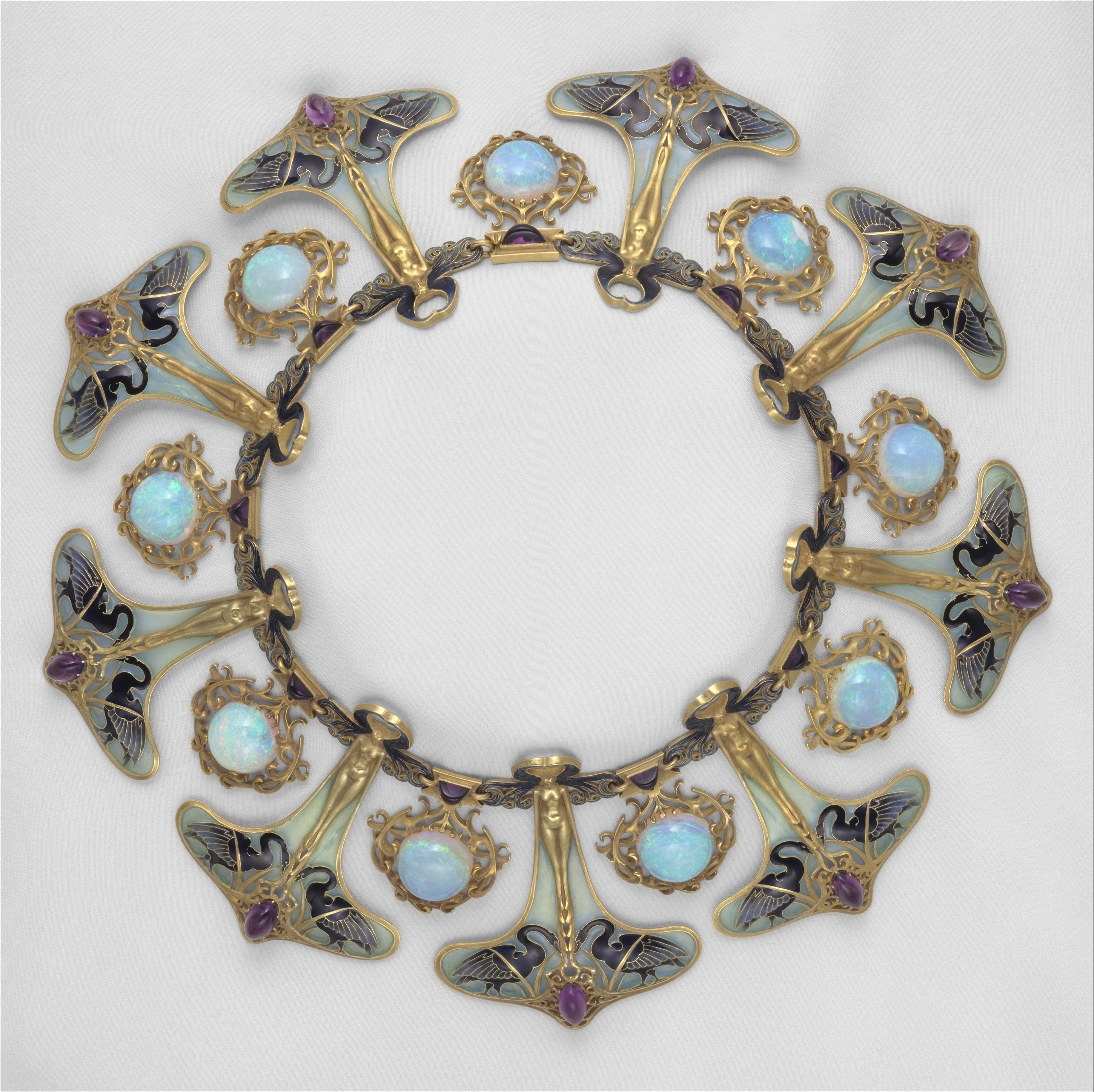
アリスのためにラリックが制作したネックレス。不倫関係中の1897–99年頃の作

- 妻・マリールイーズ・ランベール(Marie-Louise Lambert, 1869-) - 1887年に結婚して一児を儲けたが、ラリックに婚外子ができ、1898年離婚。 
  - 娘・ジョルジョット（Georgette, 1888-1910）
- 妻・アリス・ルドリュ(Alice Ledru, 1870-1909) - ラリックと婚前に２児を儲けたのち1902年に結婚したが、ラリックに婚外子ができ、1909年に死去。父のオーギュスト・イシドール (1837-1918) 、兄のオーギュスト (1860-1902) ともに彫刻師。
  - 娘・スザンヌ (Suzanne Lalique-Haviland, 1892-1989) - 夫のポールははリモージュ磁器の有名メーカーであるアビランド社の御曹司。ポールの母方祖父はジャポニスムの著作で知られる美術評論家フィリップ・ビュルティ。
  - 息子・マルク (Marc Lalique, 1900-1977) - パリの国立装飾美術学校卒業後、1922年に家業に入り、父親の死去により1945年に事業継承[7]。 
    - 孫・マリークロード（Marie-Claude Lalique, 1935-2003） - 父親の死去により1977年に事業継承したが、1994年にフランスのポシェ社に売却[7]
- 内妻・クロディンヌ・ジュリエット・ル・メニール(Claudine Juliette Le Mesnil, 1870 - 1960) - ラリックが1904年からイギリスに長期滞在中に出会ったフランス女性
  - 息子・ルネ・クロード・ル・メニール(René Claude Le Mesnil, 1907 - 1981)
- 内妻・マリー・ジャンヌ・アネール(Marie Jeanne Anère, 1899 - 1992) - ラリックとは1938年に別れる。
  - 息子・レイモン(Raymond Anère, 1925-)
  - 娘・ルネ(Renée Anère, 1927-)

## 作品

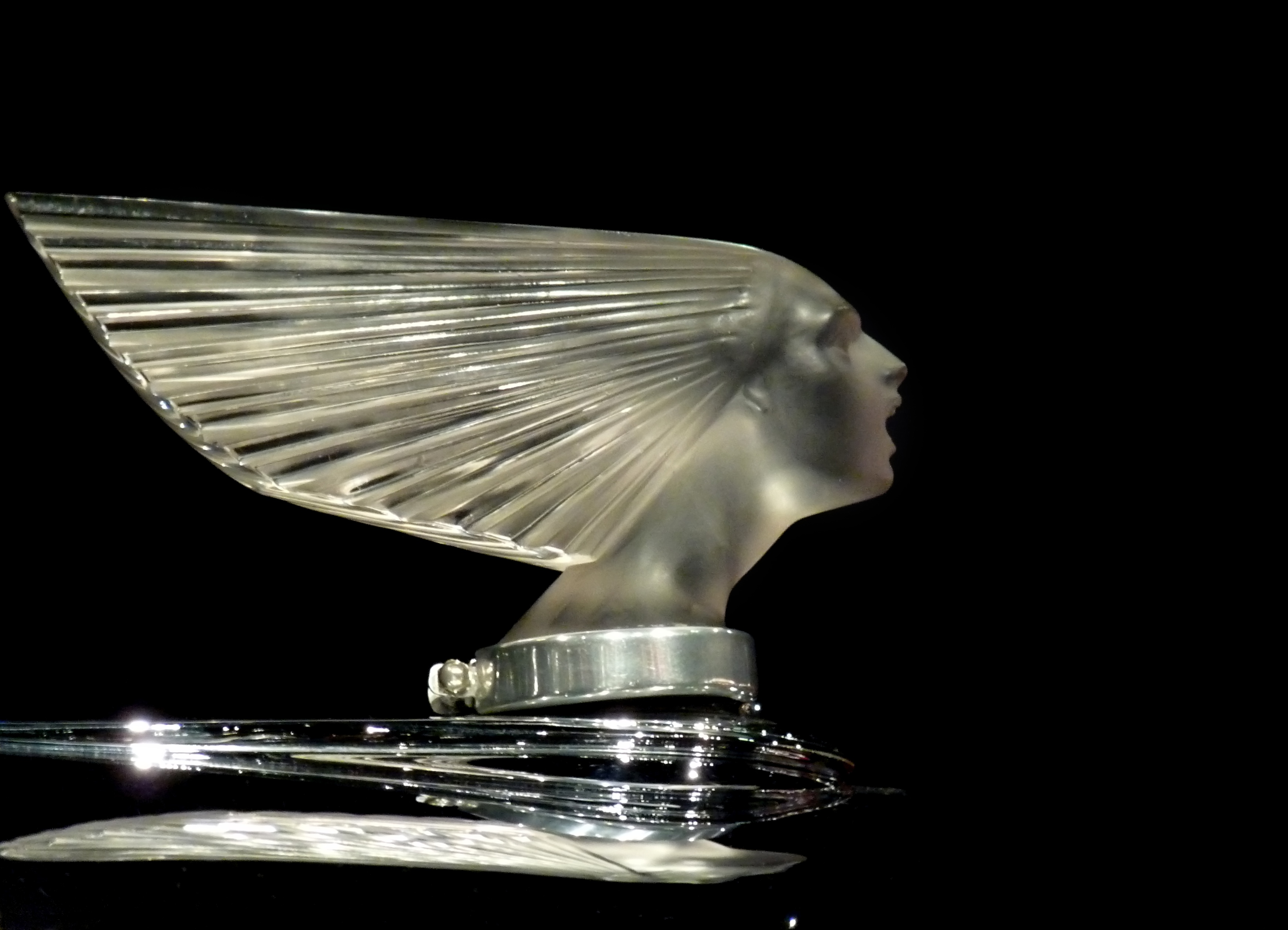
Spirit of the Wind
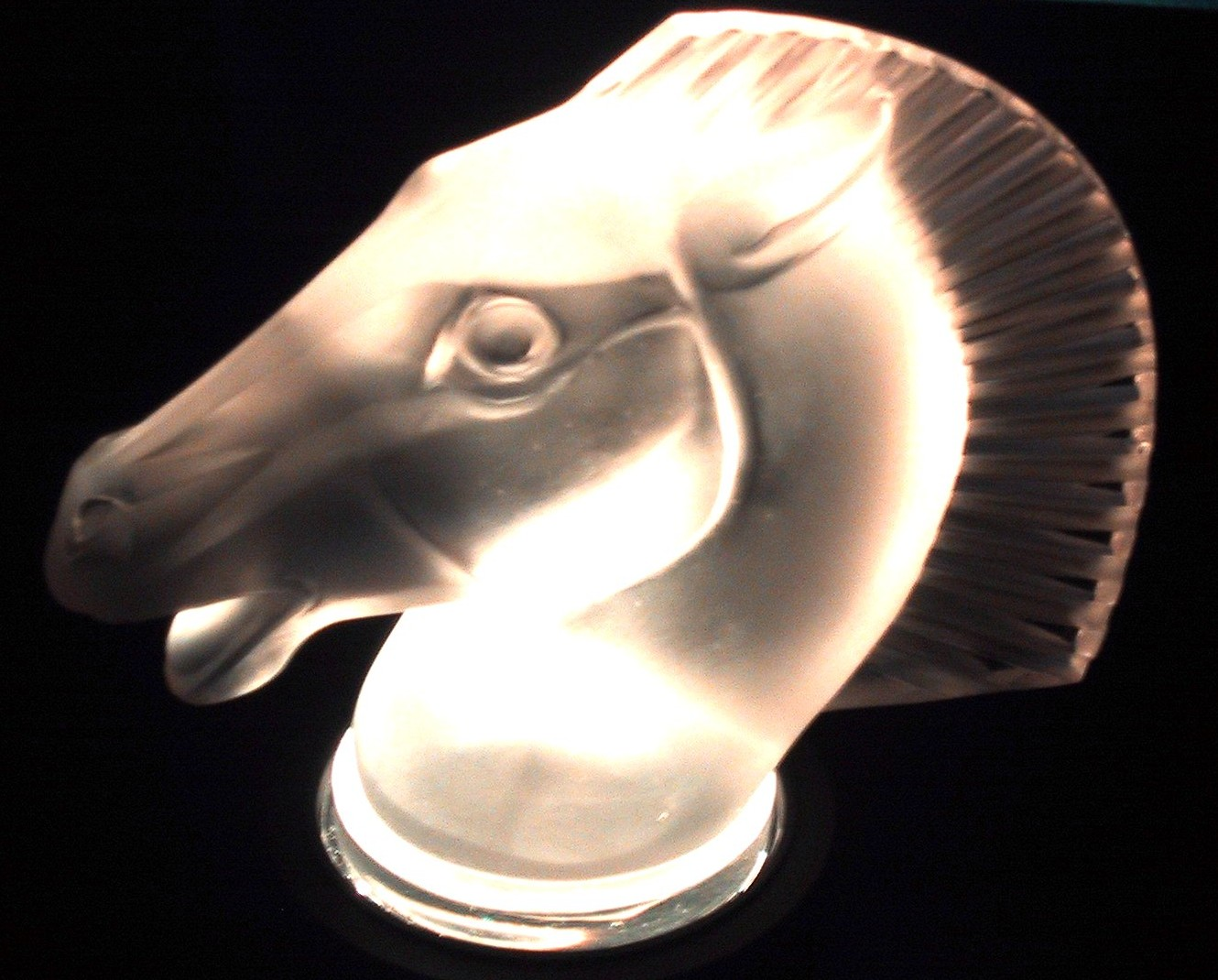
Horse
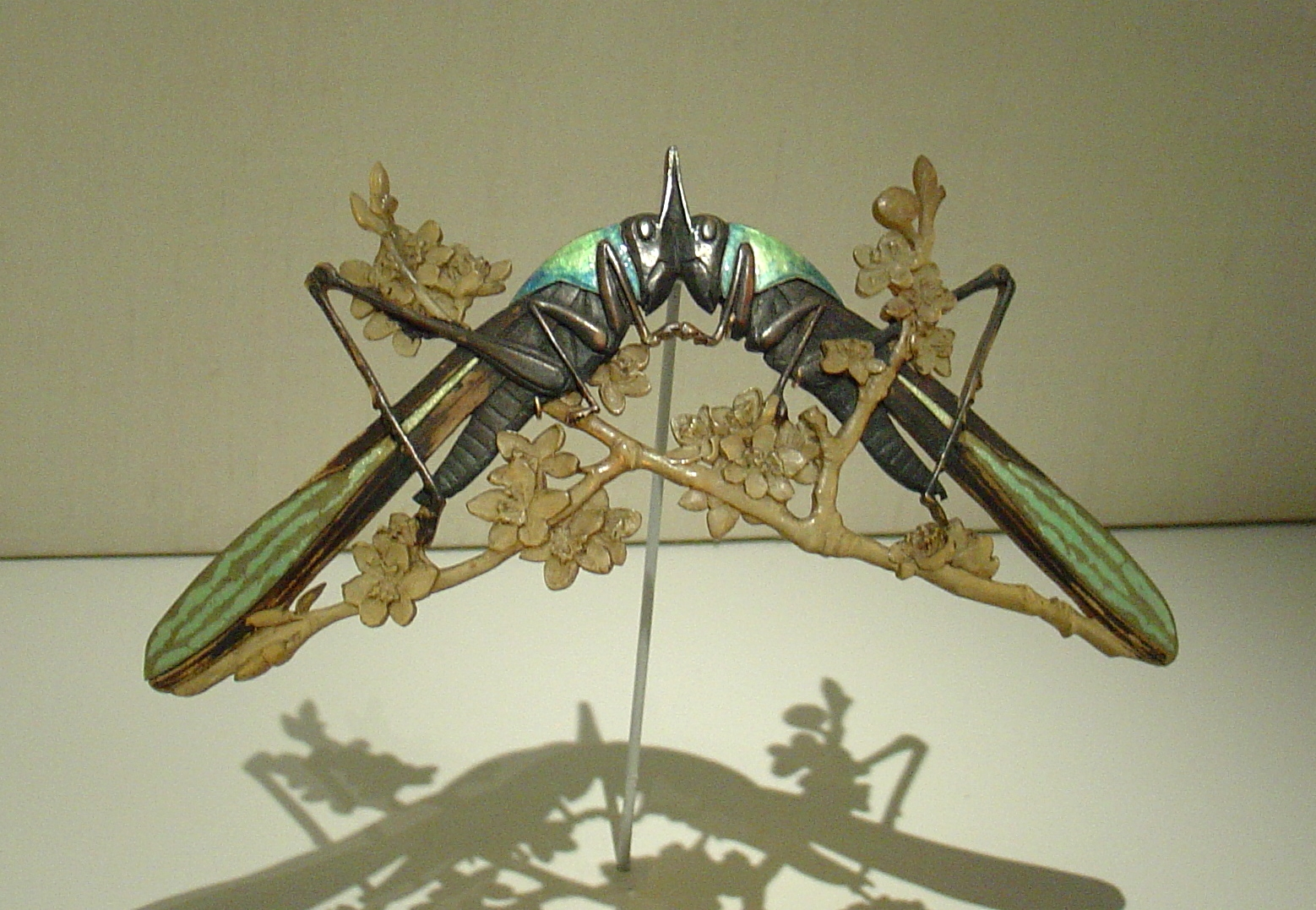
Cicadas,
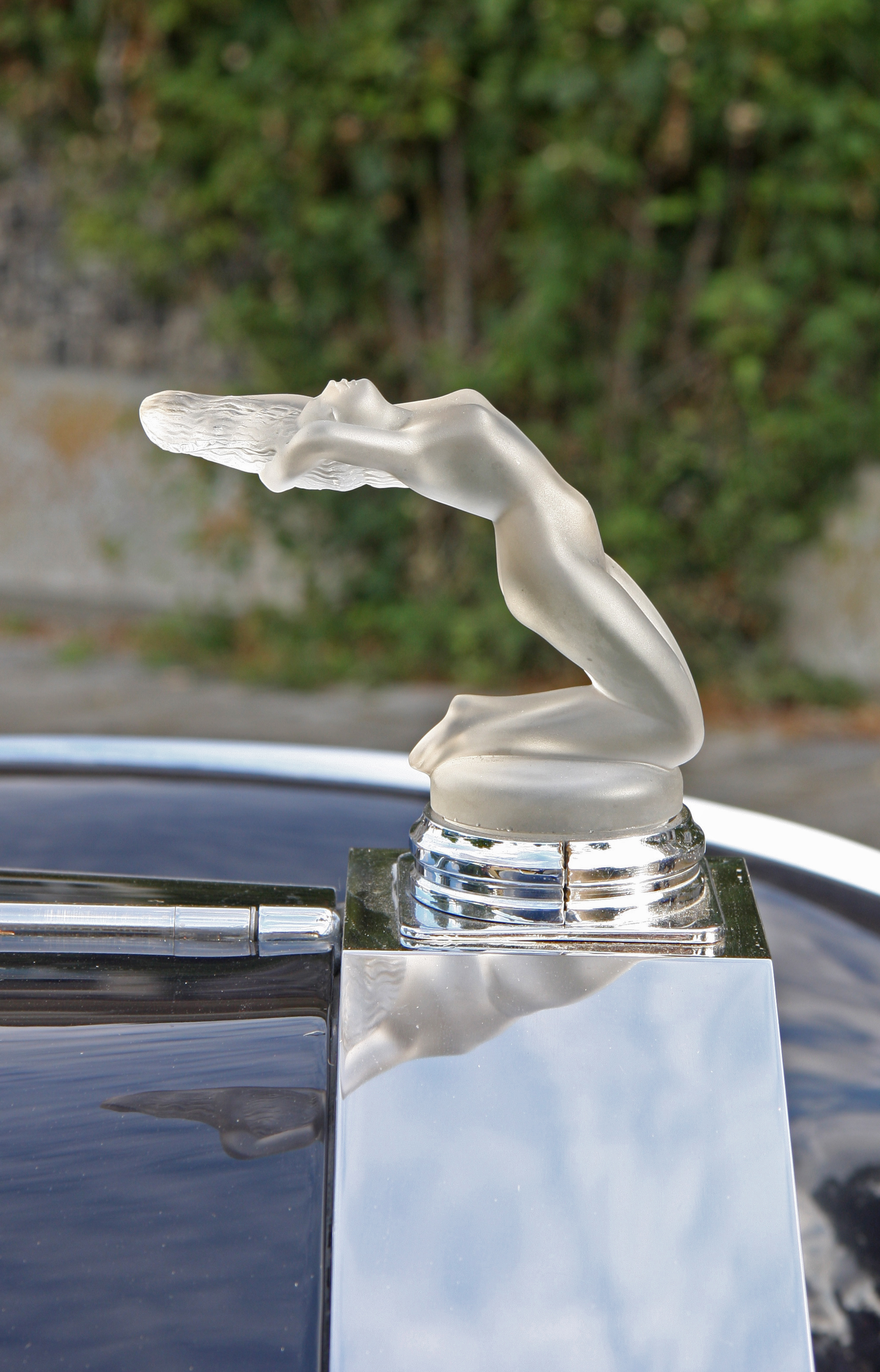
1956 Rolls-Royce Silver Wraith, glass model
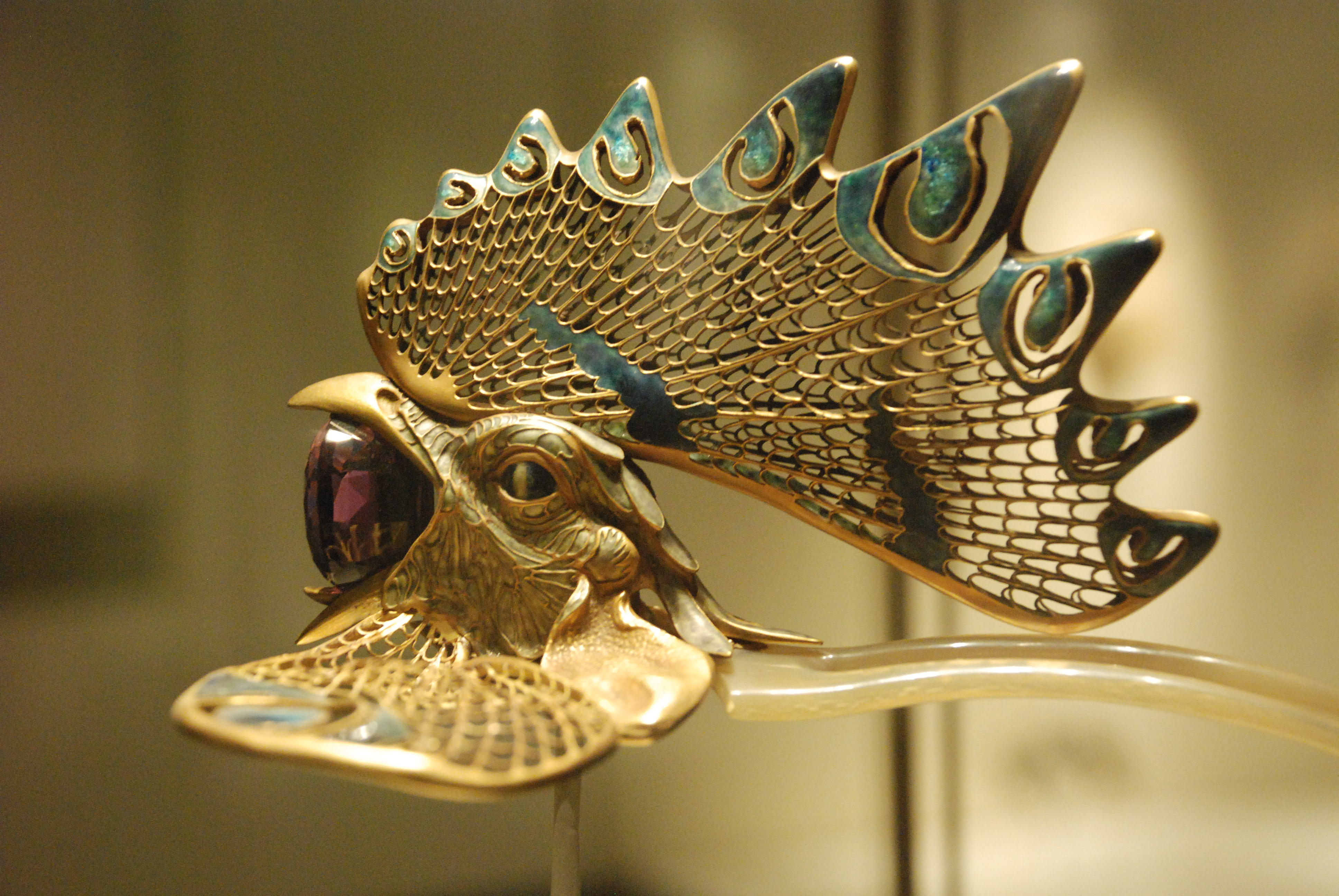
Tiara, Museu Calouste Gulbenkian
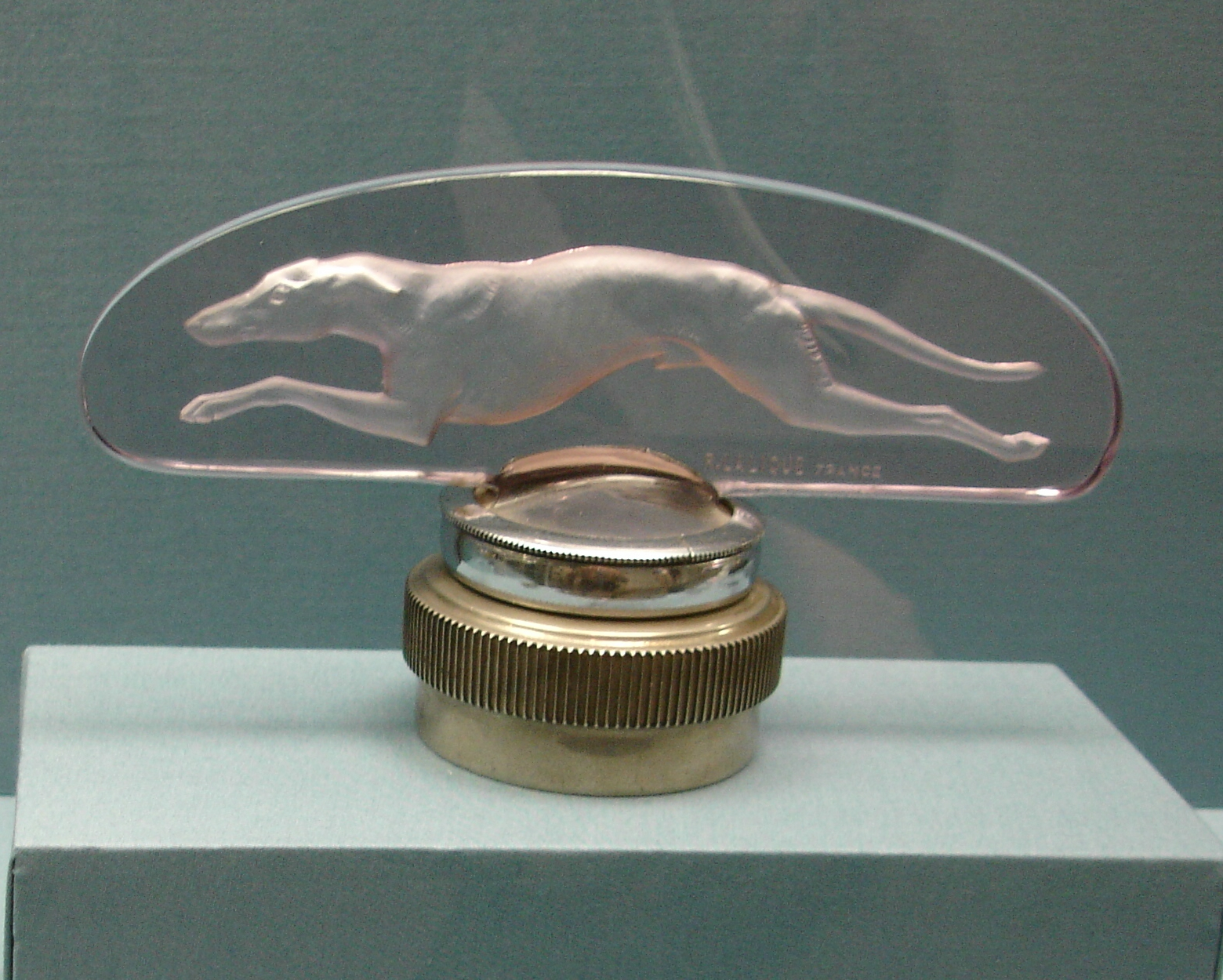
Lalique Hood ornament
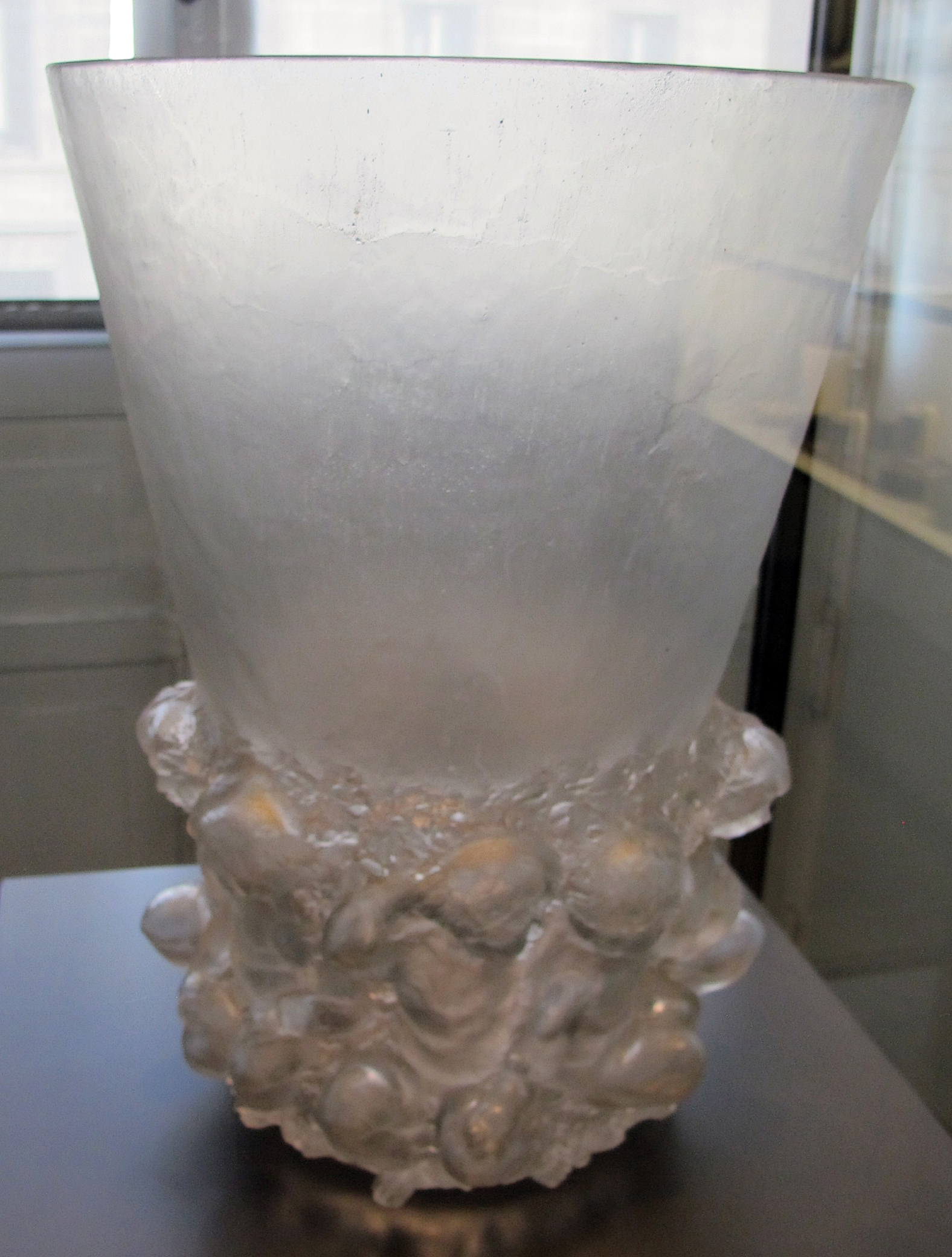
Glass vase
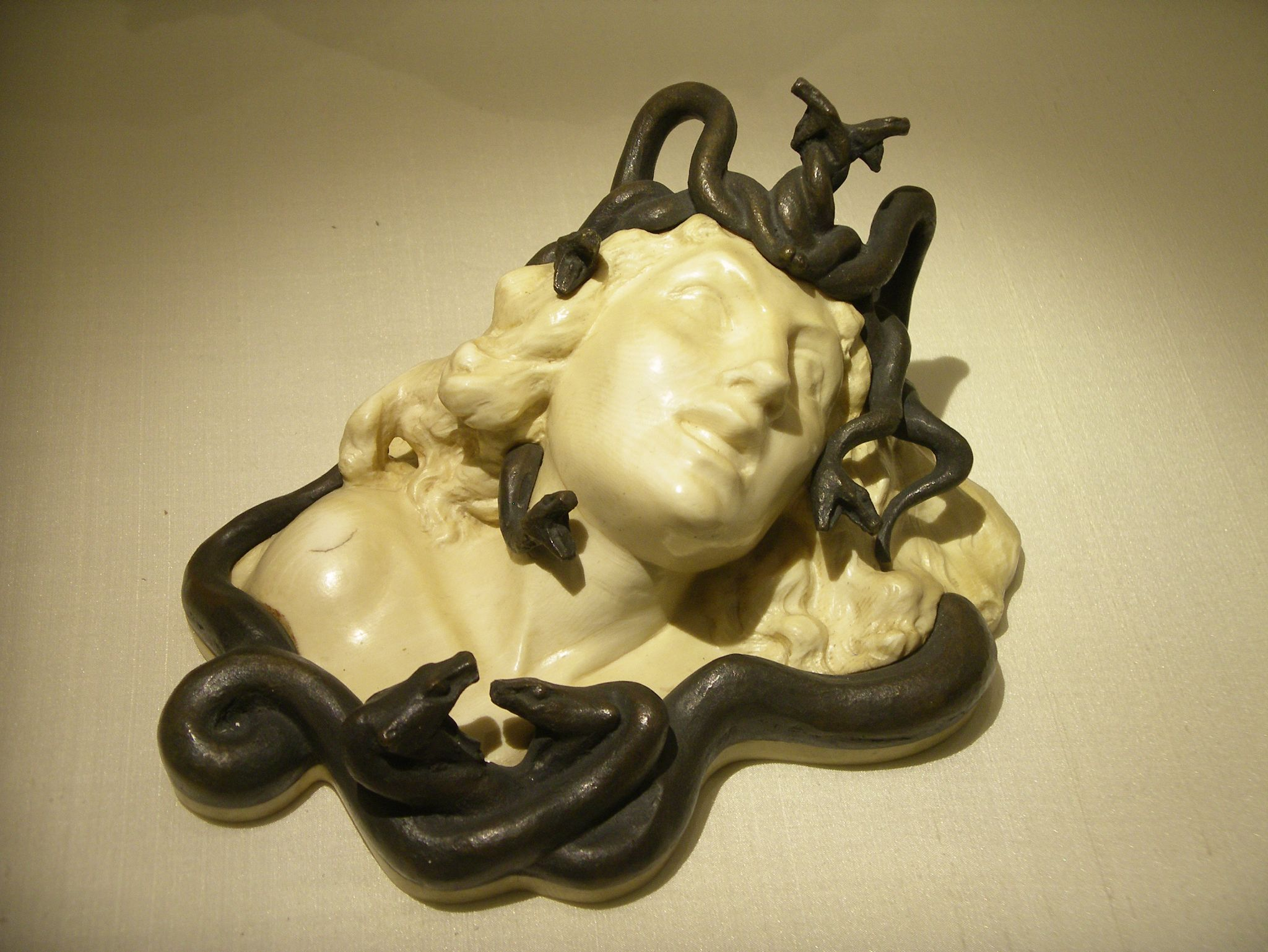
Medusa
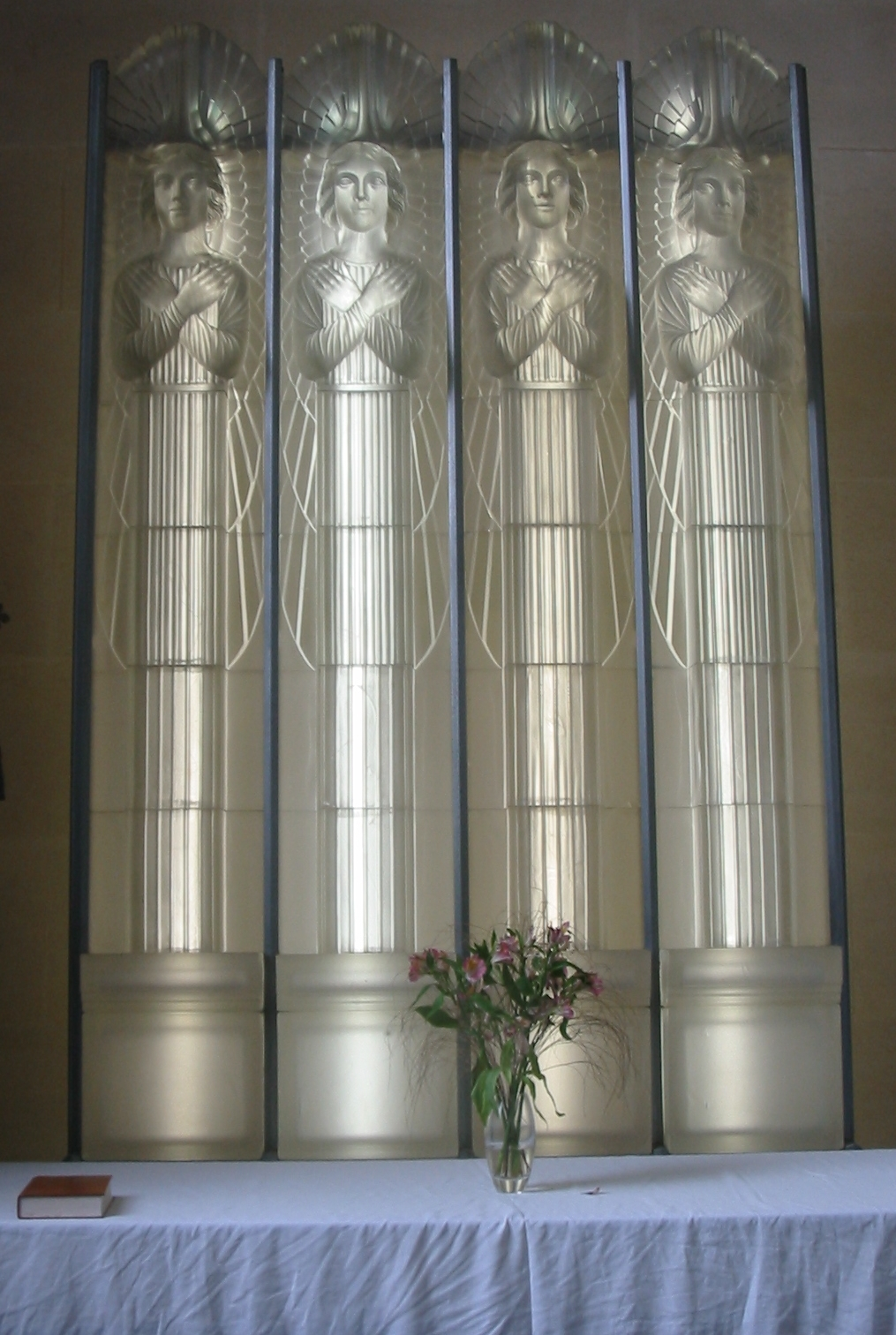
Lalique glass altarpiece in the Glass Church
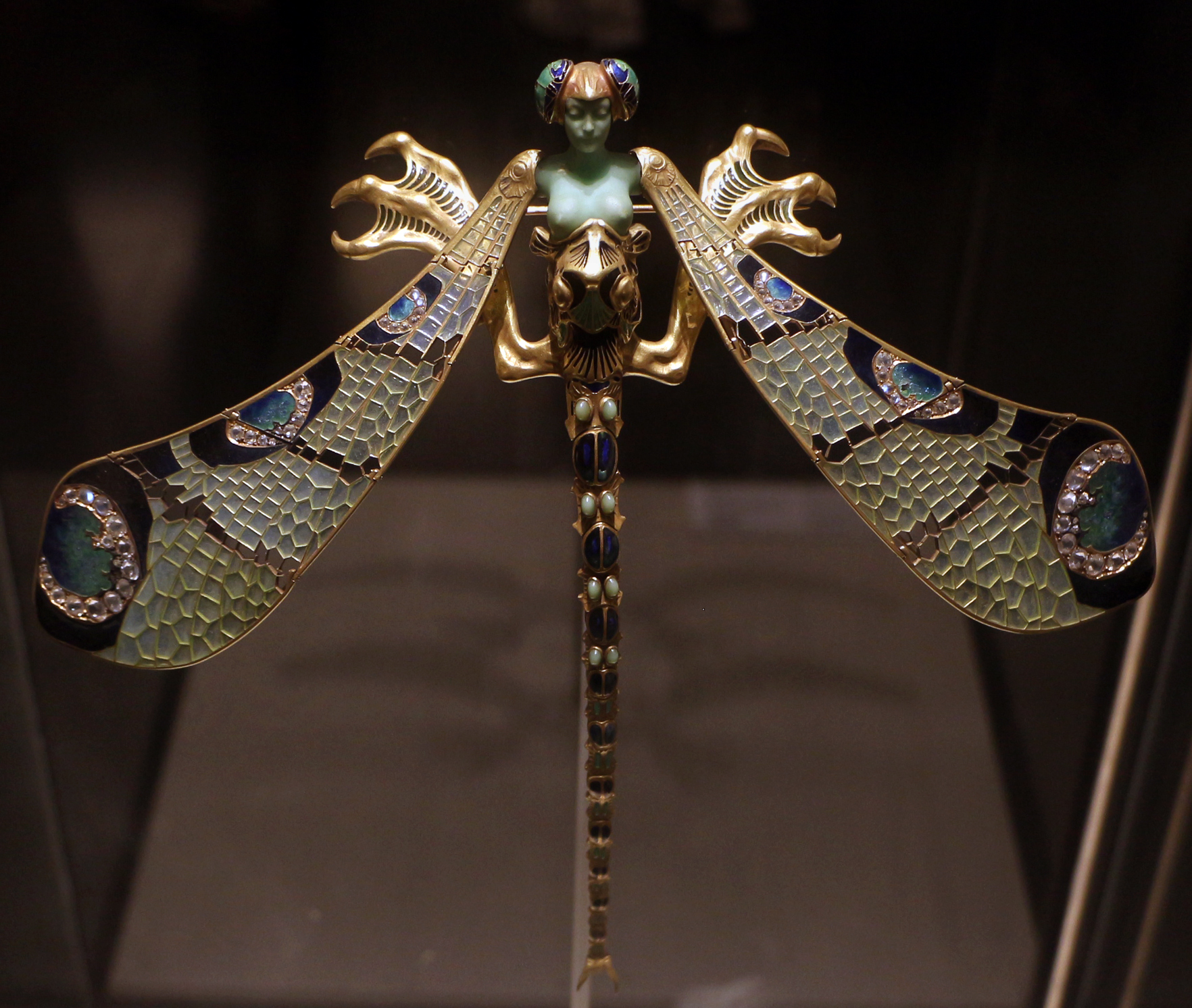
Dragonfly lady brooch, Museu Calouste Gulbenkian, acquired from the artist in 1903
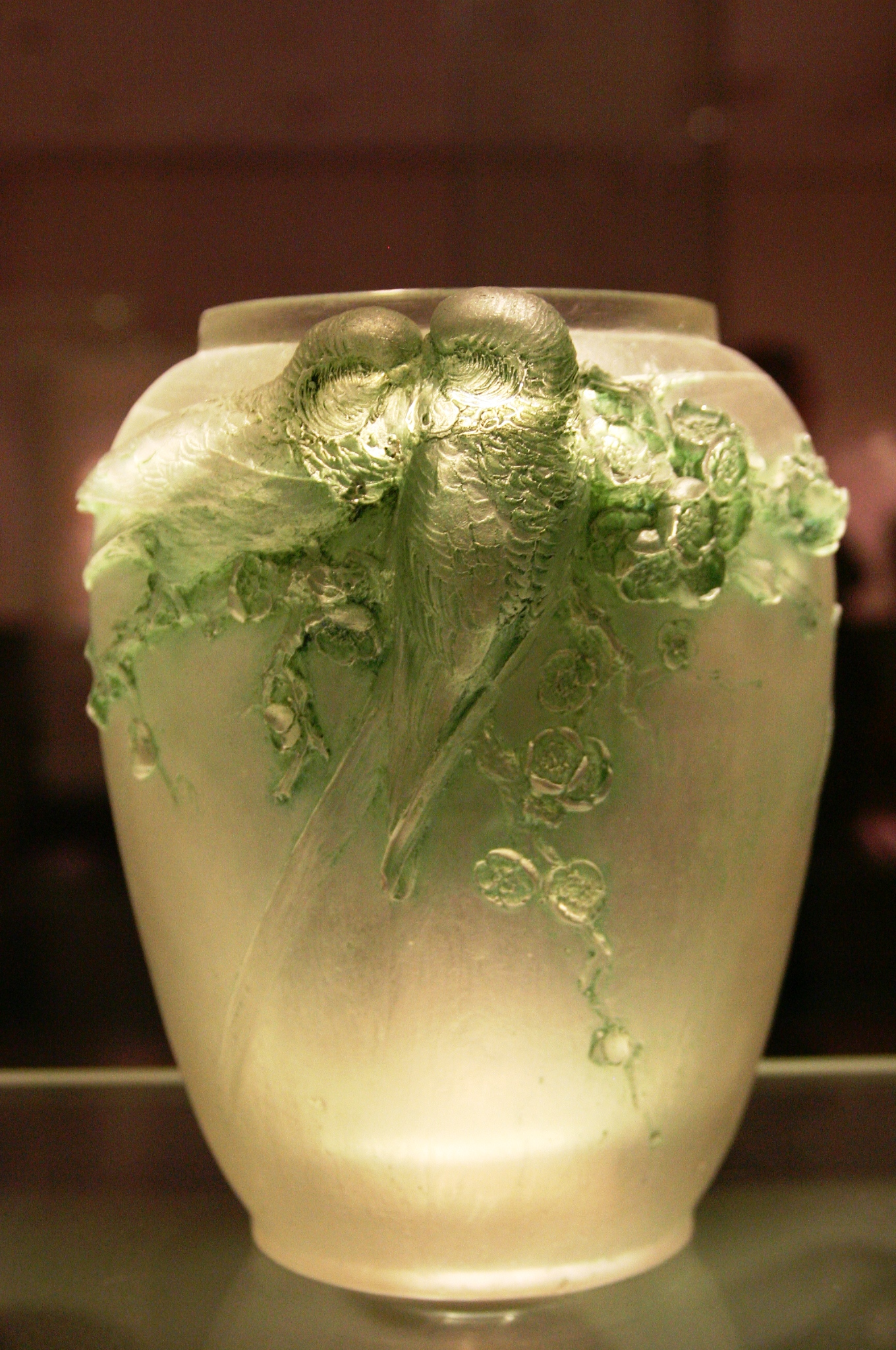
Glass vase, Museu Calouste Gulbenkian
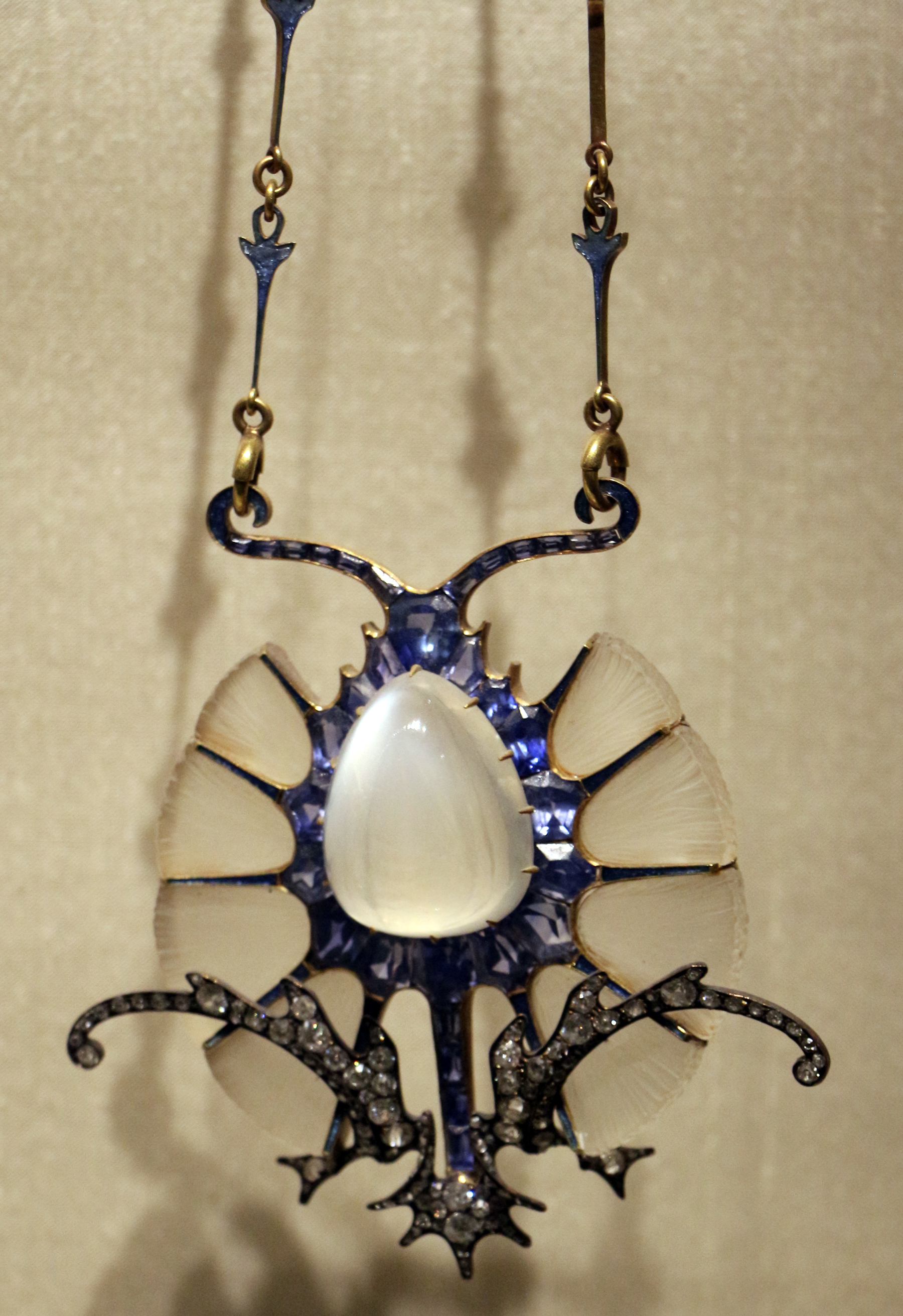
Pendant, Museu Calouste Gulbenkian